# ザッツ・ファビュラス!
『ザッツ・ファビュラス』(Absolutely Fabulous: The Movie) は、2016年に公開されたイギリスのコメディ映画である。1992年からBBCで放送されていたTVシリーズ『アブソリュートリー・ファビュラス』の映画版。日本ではネット配信された。

## スタッフ・キャスト

### キャスト
- ジェニファー・ソーンダース:エディナ・モンスーン（小宮和枝）
- ジョアンナ・ラムレイ:パッツィー・ストーン（一城みゆ希）
- ジュリア・サワラ:サフロン・モンスーン（大坂史子）
- ジェーン・ホロックス:バブル、シャーリー・バッシーの偽者（雨蘭咲木子）
- ジューン・ウィットフィールド:エディナのママ（鈴木れい子）
- クリス・コルファー:クリストファー（石井真）
- インデヤーナ・ドナルドソン＝ホルネス:ローラ（柳英里紗）
- ジョン・ハム:本人役（藤原啓治）
- ケイト・モス:本人役
- ルル：本人役
- エマ・バントン：本人役
- ロバート・ウェッブ:ニック（サフロンの恋人）
- ジャネット・タフ:ムキ・ヒキ
- バリー・ハンフリーズ:チャーリー
- ワンダ・ヴェンサム（カメオ出演）
- 日本語吹替版その他キャスト:落合福嗣／竹内夕己美／堀井千砂／麦穂あんな／斉藤こず恵／きそひろこ／椙本滋／槇原千夏／辻井健吾／熊谷海麗／森なな子／堀越知恵／杉山滋美／荒井勇樹／宮崎敦吉／ニケライ・ファラナーゼ／山本高広／大森ゆき／夏川朋子／岡井カツノリ／美々／西島麻紘

### スタッフ
- 監督：マンディ・フレッチャー
- 脚本：ジェニファー・ソーンダース
- 撮影：クリス・グッジャー
- 音楽：ジェイク・モナコ